# Ђаво носи Праду 2
Ђаво носи Праду 2 (енгл. The Devil Wears Prada 2) предстојећи је амерички филм из 2026. у режији Дејвида Франкела, по сценарију Алин Брош Макене. Темељи се на роману Ђаво се вратио ауторке Лорин Вајсбергер. Наставак је филма Ђаво носи Праду (2006). Главне улоге тумаче Мерил Стрип, Ен Хатавеј, Емили Блант и Стенли Тучи.
Филм ће изаћи 1. маја 2026. године.

## Улоге
| Глумац          | Улога              |
| --------------- | ------------------ |
| Мерил Стрип     | Миранда Пристли    |
| Ен Хатавеј      | Андреа „Енди” Сакс |
| Емили Блант     | Емили Чарлтон      |
| Стенли Тучи     | Најџел Киплинг     |
| Трејси Томс     | Лили               |
| Тибор Фелдман   | Ирв Равиц          |
| Кенет Брана     |                    |
| Симон Ешли      |                    |
| Луси Љу         |                    |
| Џастин Теру     |                    |
| Б. Џ. Новак     |                    |
| Полин Шаламе    |                    |
| Хелен Џ. Шен    |                    |
| Конрад Рикамора |                    |
| Кејлеб Хирон    |                    |